# 塞瓦雷

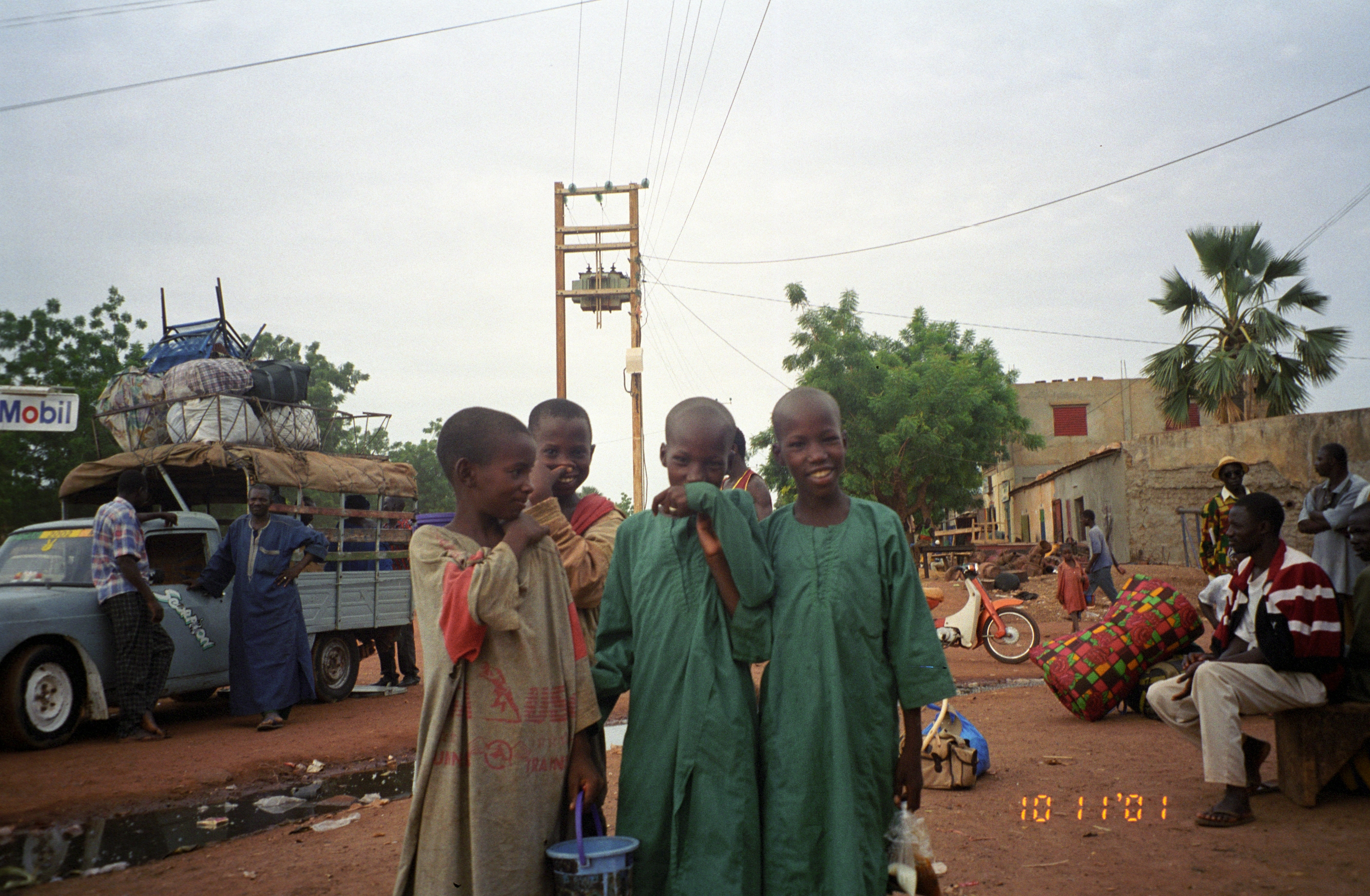
塞瓦雷的孩童

塞瓦雷（法語：Sévaré），是馬里的城鎮，位於該國中部，由莫普提區的莫普提省負責管轄，處於莫普提以东10公里，南面是布吉納法索，該城鎮人口約40,000。

## 圖集

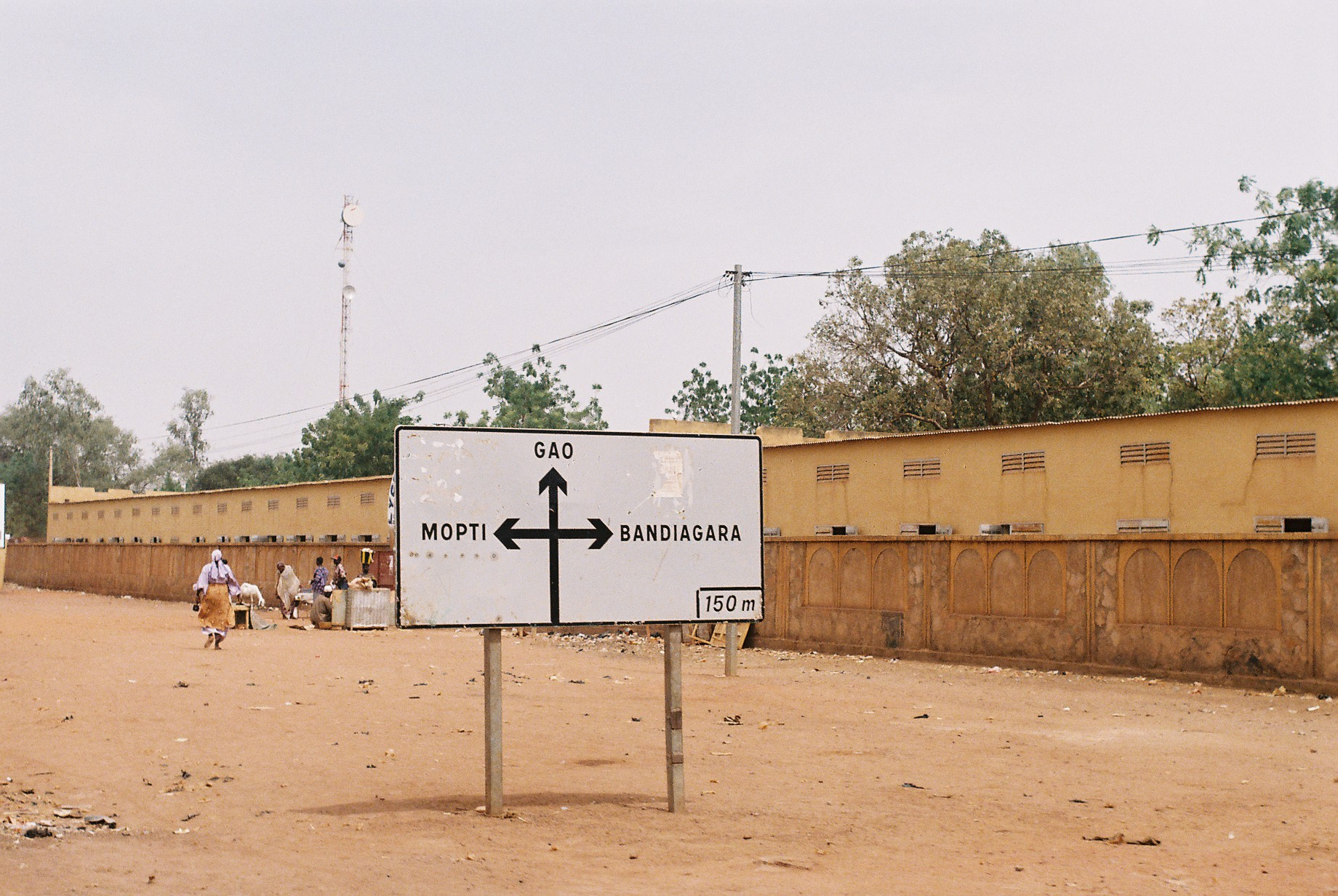
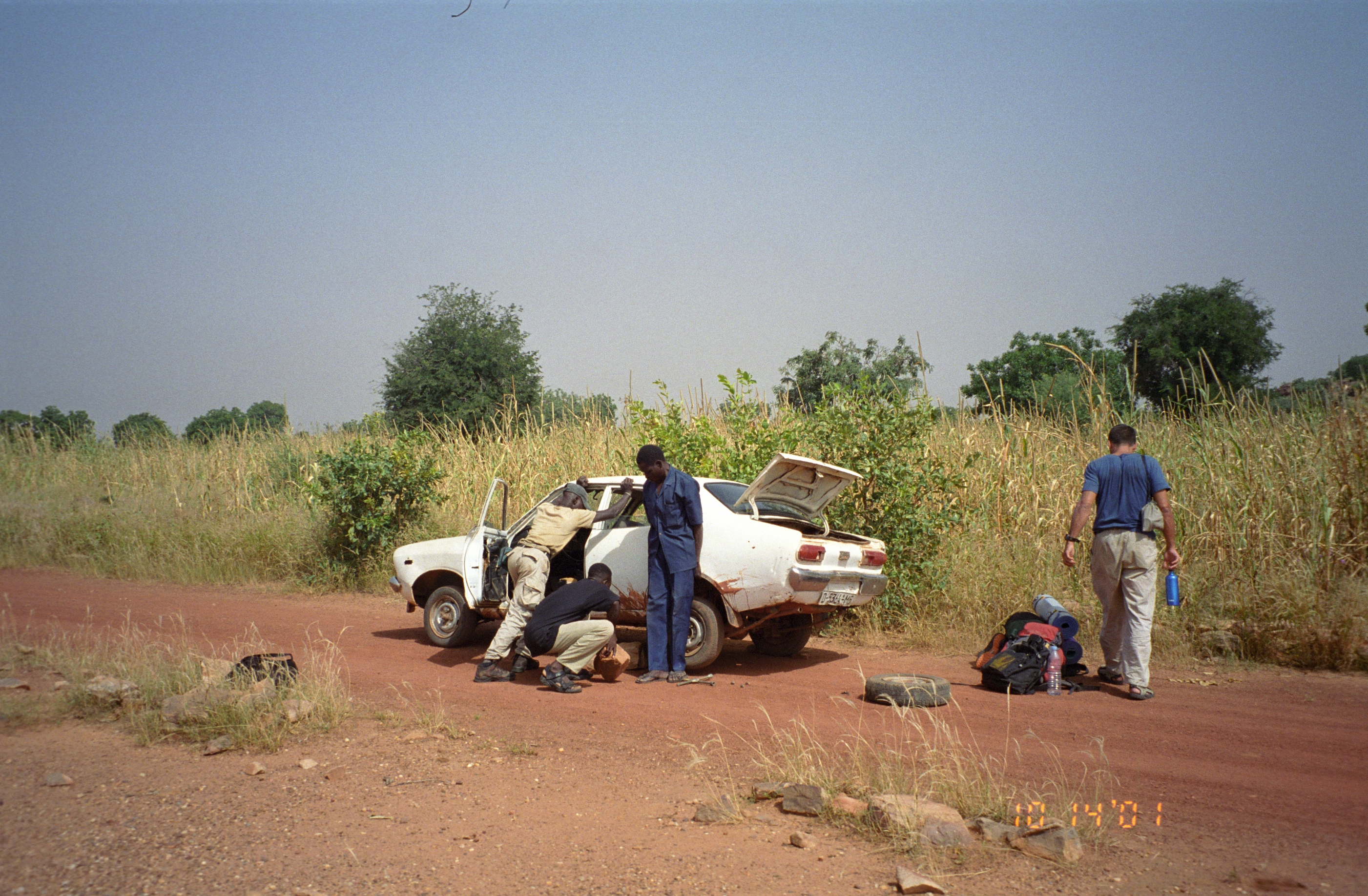
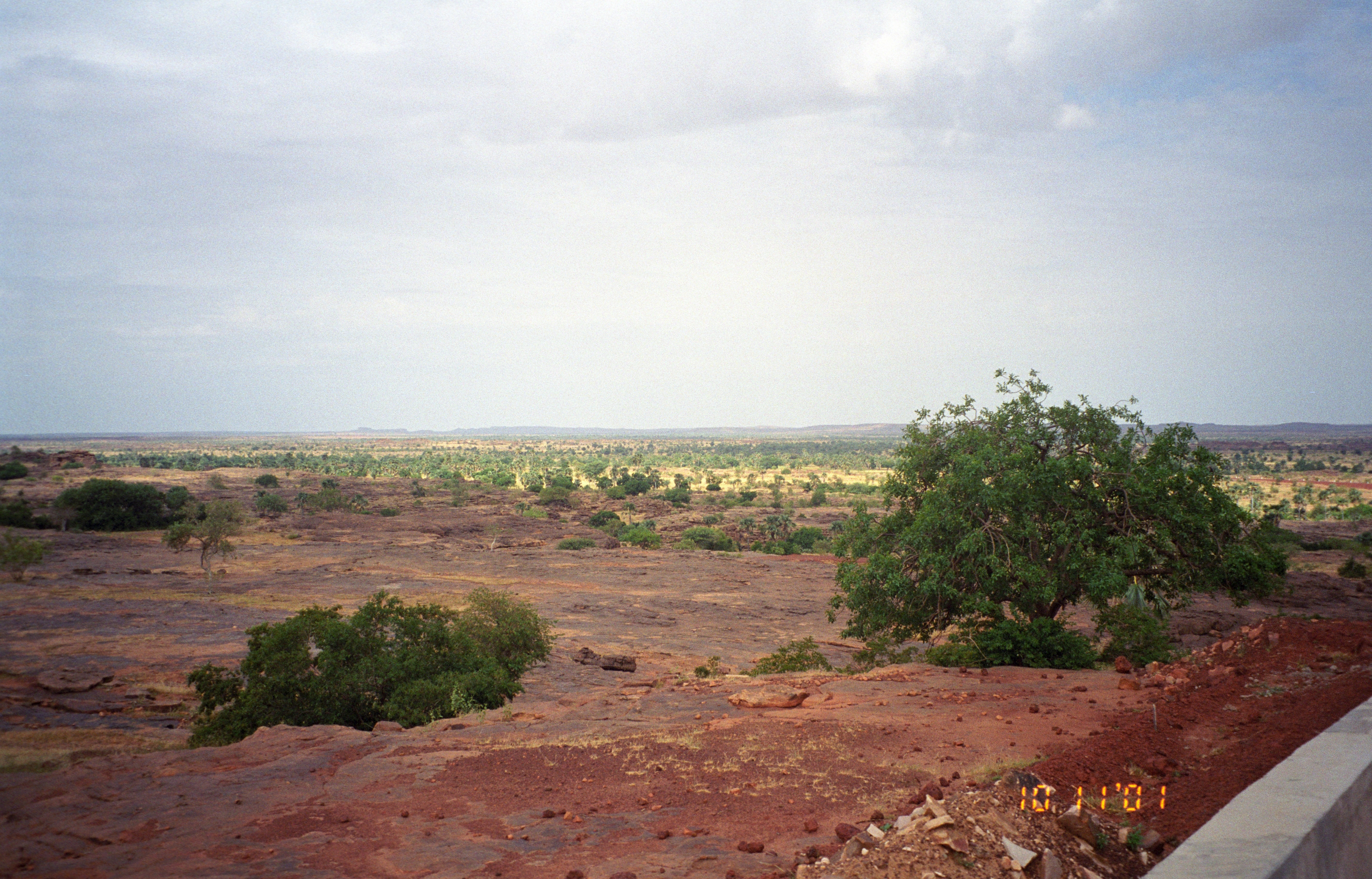

14°32′N 4°6′W / 14.533°N 4.100°W